# Laeops cypho
Laeops cypho är en fiskart som beskrevs av Fowler, 1934. Laeops cypho ingår i släktet Laeops och familjen tungevarsfiskar. IUCN kategoriserar arten globalt som otillräckligt studerad. Inga underarter finns listade i Catalogue of Life.